# Bývalý německý hřbitov (Slavkov)
Bývalý německý hřbitov se nachází u vesnice Slavkov (německy Schlock), místní části obce Kozlov v okrese Olomouc v Olomouckém kraji v pohoří Oderské vrchy.

## Další informace
Hřbitov byl založen v roce 1846 a patřil ke kostelu svatého Františka Serafínského ve Slavkově, který je využíván jako kulturní dům. Hřbitov využíval Slavkov v období německého osídlení. Hřbitov je památkou na bývalé německé obyvatele, kteří v oblasti žili a v roce 1946 byli vysídleni z Československa. V minulosti, před zmenšením rozlohy vojenského újezdu Libavá, hřbitov ležel ve vojenském prostoru a byl bez povolení nepřístupný. Hřbitov je celoročně volně přístupný a do jisté míry také udržovaný v původní podobě, je oplocený avšak na náhrobcích je vidět vliv času. Hřbitov je přístupný z polní cesty a vede k němu cyklostezka ze Staměřic do Kozlova.

## Galerie

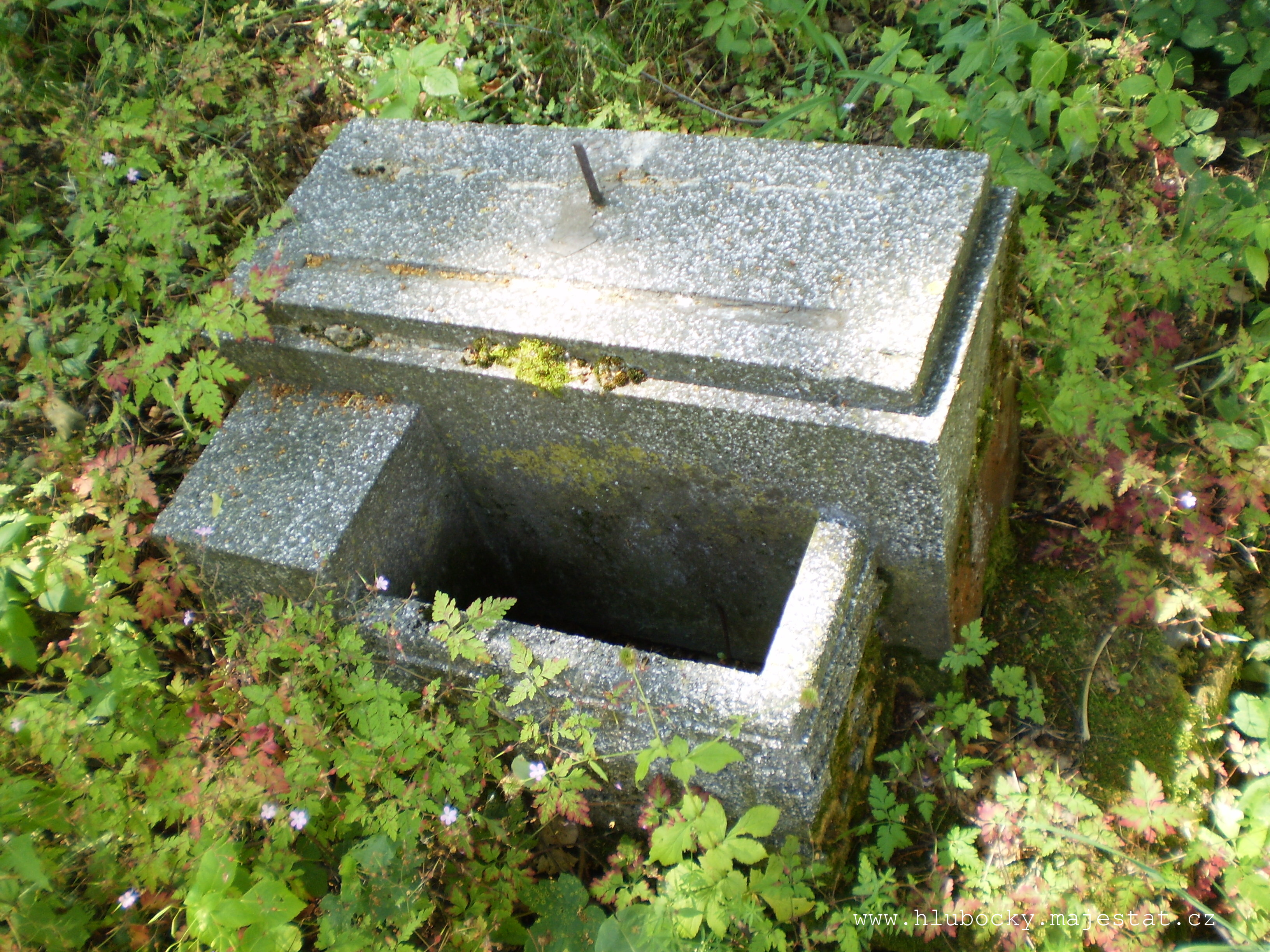
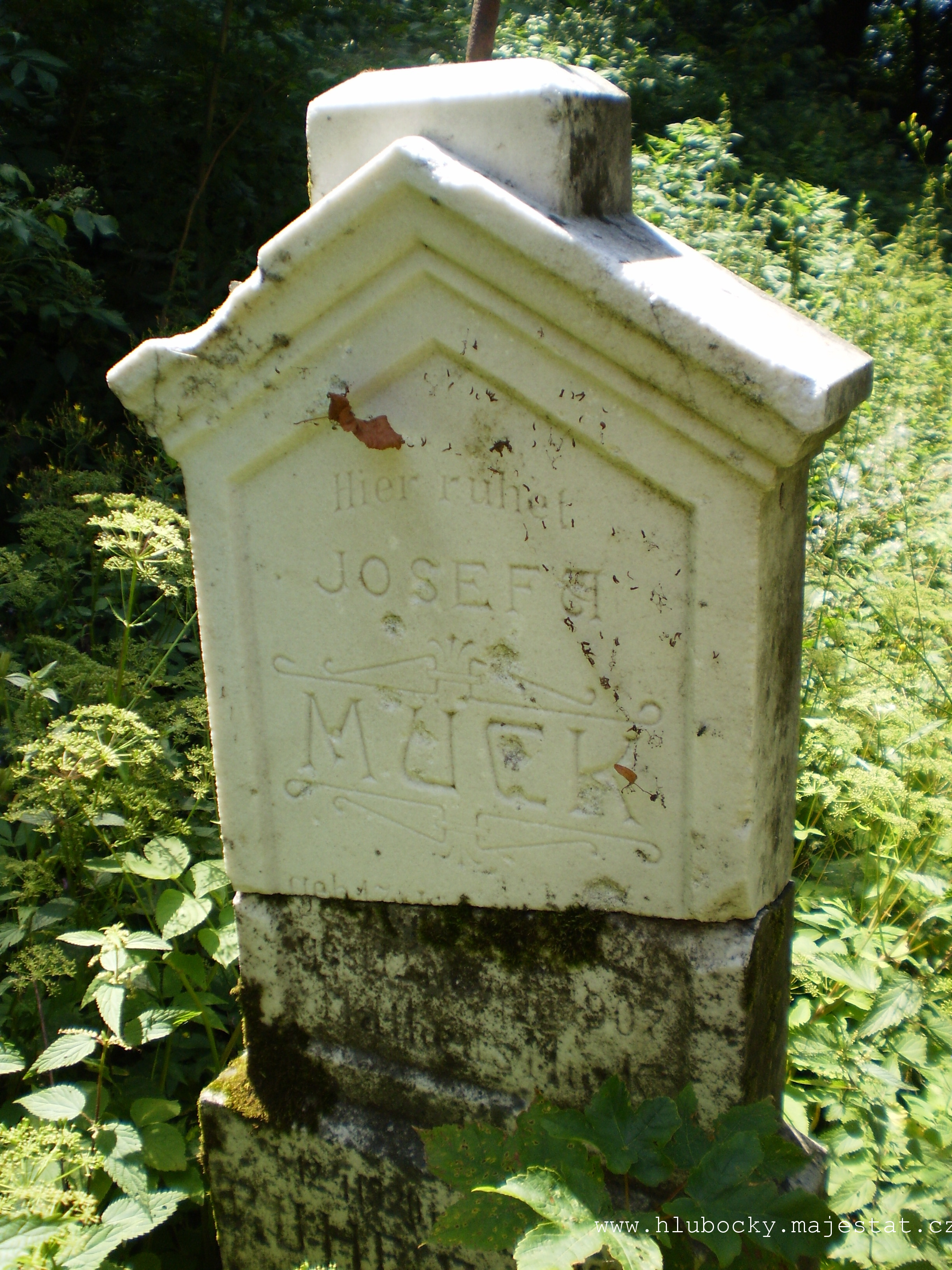
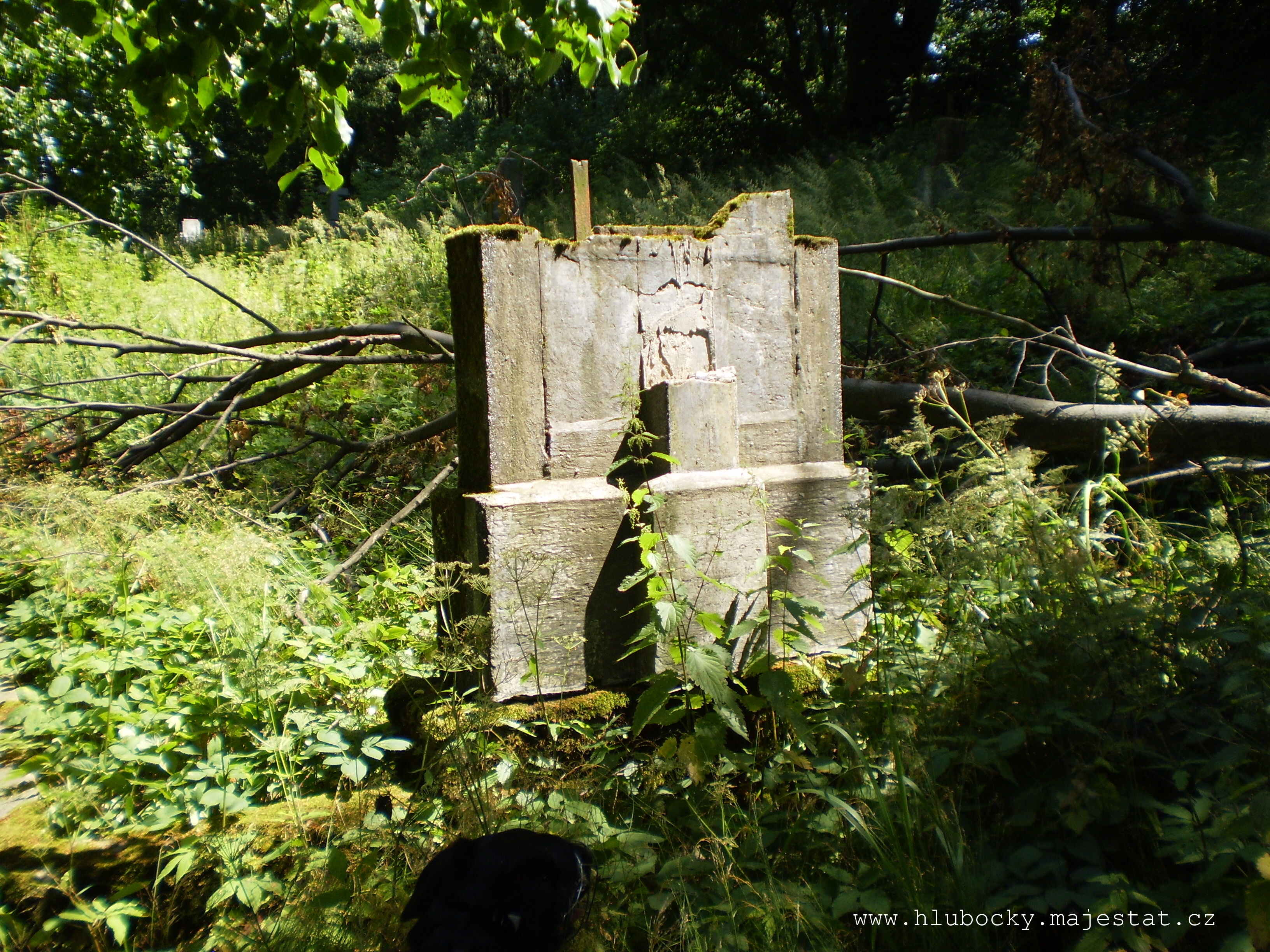
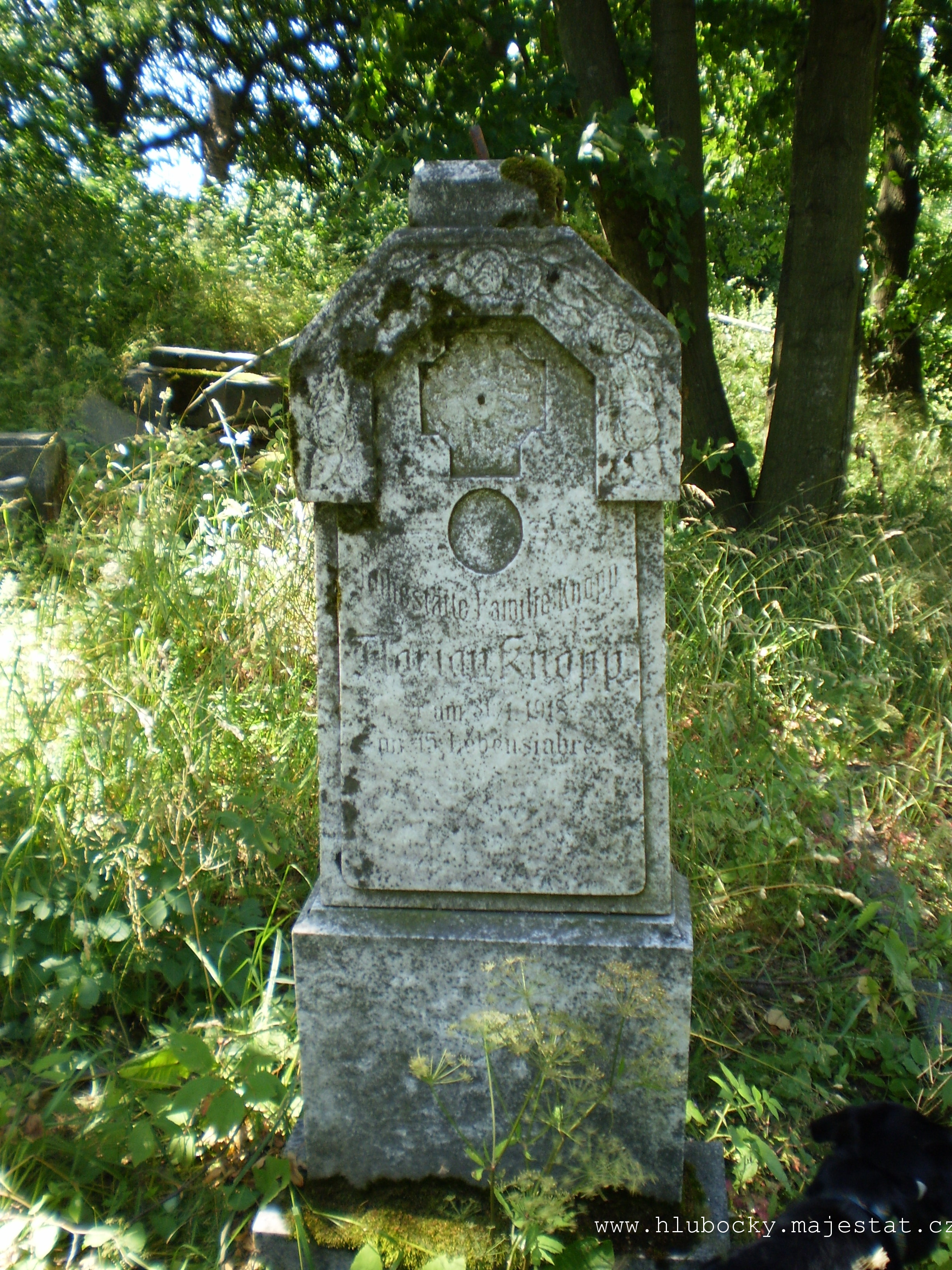